# Kanton Mont-de-Marsan-2
Der Kanton Mont-de-Marsan-2 ist seit 2015 ein französischer Wahlkreis im Arrondissement Mont-de-Marsan, im Département Landes und in der Region Nouvelle-Aquitaine; sein Hauptort ist Mont-de-Marsan. 

## Gemeinden
Der Kanton besteht aus neun Gemeinden und Gemeindeteilen mit insgesamt 29.195 Einwohnern (Stand: 1. Januar 2022) auf einer Gesamtfläche von 192,35 km²:
| Gemeinde                | Einwohner 1. Januar 2022 | Fläche km² | Dichte Einw./km² | Code INSEE | Postleitzahl |
| ----------------------- | ------------------------ | ---------- | ---------------- | ---------- | ------------ |
| Benquet                 | 1.913                    | 29,33      | 65               | 40037      | 40280        |
| Bougue                  | 847                      | 21,96      | 39               | 40051      | 40090        |
| Bretagne-de-Marsan      | 1.626                    | 12,93      | 126              | 40055      | 40280        |
| Campagne                | 1.025                    | 33,91      | 30               | 40061      | 40090        |
| Laglorieuse             | 603                      | 11,59      | 52               | 40139      | 40090        |
| Mazerolles              | 670                      | 15,97      | 42               | 40178      | 40120        |
| Mont-de-Marsan          | 10.786                   | 9,79       | 1.102            | 40192      | 40000        |
| Saint-Perdon            | 1.729                    | 30,62      | 56               | 40280      | 40090        |
| Saint-Pierre-du-Mont    | 9.996                    | 26,25      | 381              | 40281      | 40280        |
| Kanton Mont-de-Marsan-2 | 29.195                   | 192,35     | 152              | 4011       | –            |

1. ↑   Nur der südliche Teil der Gemeinde, der Rest gehört zum Kanton Mont-de-Marsan-1.